# Glaucocharis properpraemialis
Glaucocharis properpraemialis là một loài bướm đêm trong họ Crambidae.